# Catedral de Nuestra Señora de la Asunción (Montauban)
La Catedral de Nuestra Señora de la Asunción o simplemente Catedral de Montauban (en francés: Cathédrale Notre-Dame-de-l’Assomption) Es una catedral católica, y un monumento nacional de Francia, situado en la ciudad de Montauban.
Es la sede del Obispado de Montauban, creado en 1317, abolido por el Concordato de 1801 y trasladado a la Arquidiócesis de Toulouse, y restaurado en 1822. La catedral de Montauban se volvió protestante desde el principio de las guerras de la religión hasta que el catolicismo volvió a Montauban en 1629.
La construcción de una nueva iglesia, el actual edificio, se acordó después de la revocación del Edicto de Nantes en 1685. La piedra angular de la nueva catedral fue establecida en 1692 y la iglesia fue consagrada en 1739. Inicialmente, el arquitecto François d ' Orbay supervisó las obras. Cuando murió en 1697, fue sucedido por Jules Hardouin-Mansart y Robert de Cotte.

## Véase también

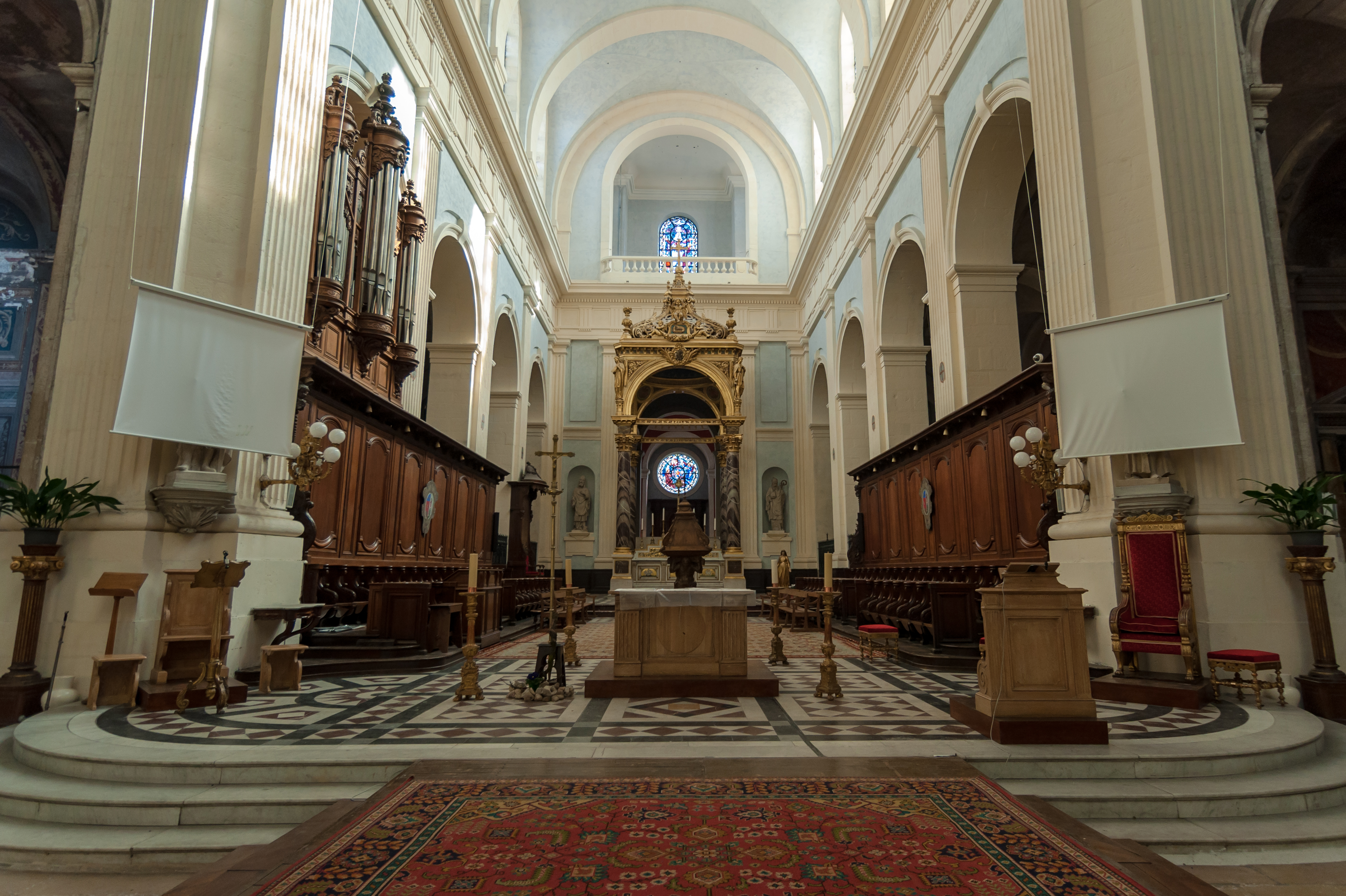
Vista interna